# スーパー・ブロウル
スーパーブロウル（Super Brawl）は、2001年まで存在したアメリカ合衆国のプロレス団体WCWが開催していた興行、及びPPVの名称である。1991年の第1回大会のみ5月開催であったが、その後はWCWが崩壊するまでは、2月開催で固定された。

## 大会一覧
- Super Brawl I
- Super Brawl II
- Super Brawl III
- Super Brawl IV
- Super Brawl V
- Super Brawl VI
- Super Brawl VII
- Super Brawl VIII
- Super Brawl IX
- Super Brawl 2000
- Super Brawl Revenge

### Super Brawl Revenge
今大会の直後、2001年3月26日にWCWがライバル団体WWEに買収されたため、今大会がWCWの2月期の最後のPPV大会となった。
- 日付：2001年2月18日
- 開催地：テネシー州ナッシュビル
- 開催場所：ナッシュビル・ミュニシパル・オーデトリアム
- 観衆：4,395人

- ダークマッチ
  - ○クリス・ハリス vs ●キッド・ロメオ
- 6ウェイ・イリミネーションマッチ（全員を倒した者の勝利）
  - ○シェイン・ヘルムズ vs ●シャノン・ムーア vs ●カズ・ハヤシ vs ●ユン・ヤン vs ●ジェイミー・ノーブル vs ●エヴァン・カレイジアス
- ○ヒュー・モラス vs ●ザ・ウォール
- WCW世界タッグ選手権試合
  - ○ショーン・オヘア&チャック・パルンボ(c) vs ●マーク・ジンドラック&ショーン・スタージャック
  - 王者組が防衛に成功。
- WCW世界クルーザー級選手権試合
  - ○チャボ・ゲレロ・ジュニア(c) vs ●レイ・ミステリオ・ジュニア
  - 王者チャボが防衛に成功。
- WCW・USヘビー級選手権試合
  - ○リック・スタイナー(c) vs ●ダスティン・ローデス
  - 王者リックが防衛に成功。
- ハンディキャップマッチ
  - ○トータリー・バフ（レックス・ルガー&バフ・バグウェル）vs ●ブライアン・アダムス
- ○ザ・キャット vs ●ランス・ストーム（勝者がWCWのコミッショナーに就任）
  - キャットが勝利し、WCWのコミッショナーに就任。
- ○キャニオン vs ●ダイヤモンド・ダラス・ペイジ
- ○ダイヤモンド・ダラス・ペイジ vs ●ジェフ・ジャレット
- WCW世界ヘビー級選手権試合（ナッシュが負けた場合は引退'）
  - ○スコット・スタイナー(c) vs ●ケビン・ナッシュ
  - 1本目：ベルトでの殴打により、ナッシュがスタイナーからピンフォールを奪う。
  - これによりナッシュの王座奪取かと思われたが、実況席にいたリック・フレアーが、「この試合は反則裁定無し、フォールズ・カウント・エニュウェア（どこでもフォール可）、2本先取の3本勝負である」と告げる。
  - 2本目：鉄パイプによる殴打から、スタイナーがナッシュからピンフォールを奪う。
  - 3本目：イス攻撃からのスタイナー・リクライナーでスタイナーが勝利。
  - 王者スタイナーが防衛に成功。ナッシュは引退。